# Chmielniki (Gdańsk)

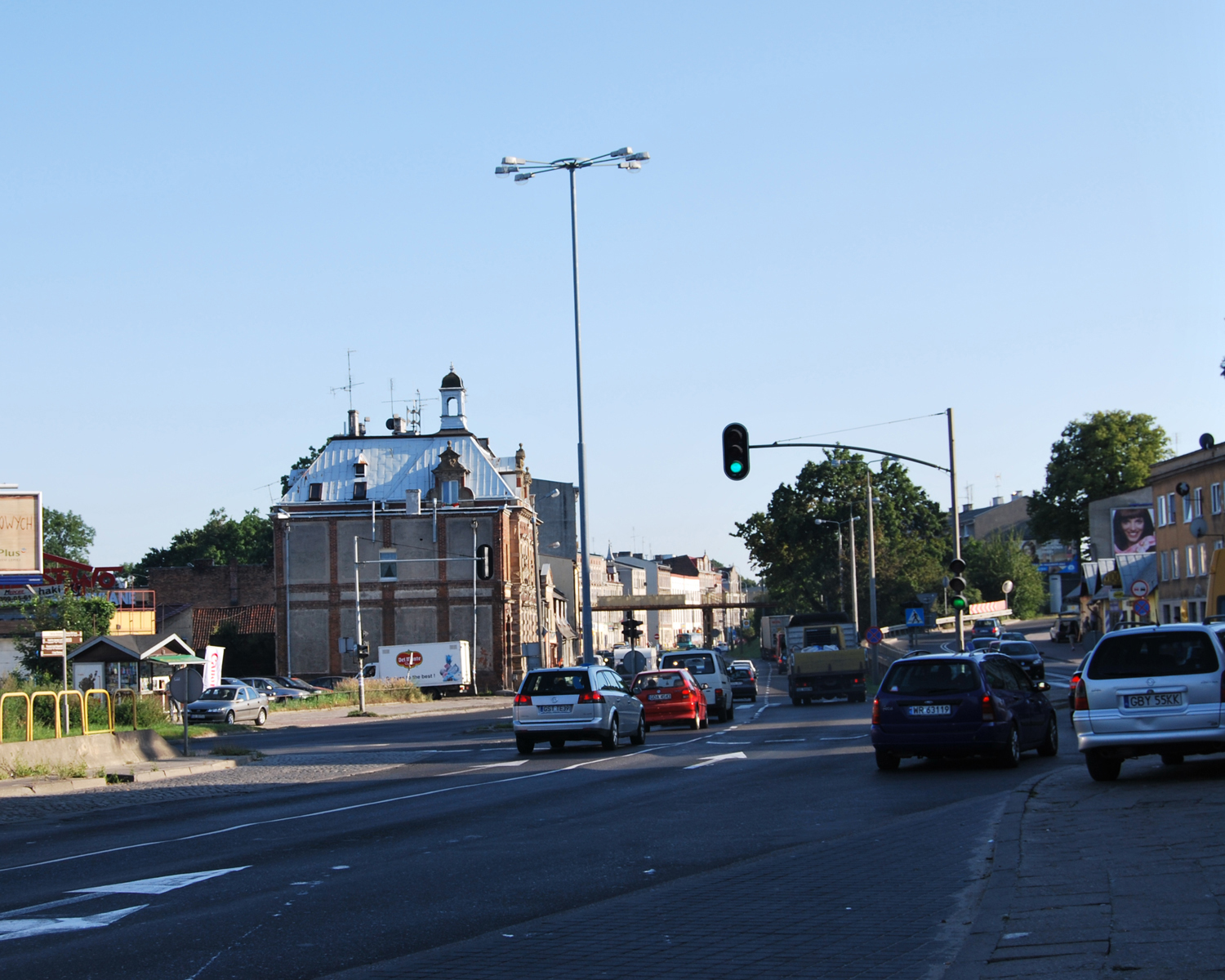
Obecny wygląd Chmielników – rejon Traktu Św. Wojciecha, wjazd na ul. Podmiejską

Chmielniki (niem. Hopfenbruch) – podjednostka morfogenetyczna w okręgu historycznym Gdańsk, na granicy dzielnic Orunia-Św. Wojciech-Lipce i Chełm.
Obecnie nazwa tego miejsca nie jest używana. Rejon ten znajduje się pomiędzy ulicami: Trakt Św. Wojciecha, Podmiejska, Zamiejska i nie pozostało w nim nic z pierwotnego rolniczego charakteru.

## Położenie
Chmielniki były pasem urodzajnej ziemi, na której uprawiano chmiel do produkcji gdańskich piw. Leżą na granicy między osiedlami Orunia i Stare Szkoty, na terenie dzisiejszej jednostki terytorialnej Oruńskie Przedmieście.
Część Chmielników, znajdująca się na Starych Szkotach, nosiła nazwę Chmielniki Pelplińskie, z racji posiadania ich przez biskupów kujawskich. Bezpośrednio z nimi graniczyły Chmielniki Oruńskie, położone na terenie Oruni.
Od XVII wieku miejscowość posiadała nawet własnego sołtysa. Na ich terenie przecinały się trakty z Gdańska do Pruszcza i z Oruni do Kolbud. W 1437 roku znajdowały się na tym małym terenie aż dwie karczmy.